# Oliver Mebus
Oliver Mebus (* 30. März 1993 in Dormagen) ist ein deutscher Eishockeyspieler, der seit Juli 2025 erneut bei den Krefeld Pinguinen aus der DEL2 unter Vertrag steht und dort auf der Position des Verteidigers spielt. Zuvor war Mebus bereits einmal für die Krefeld Pinguine sowie die Nürnberg Ice Tigers und Düsseldorfer EG in der Deutschen Eishockey Liga (DEL) aktiv.

## Karriere
Mebus kommt gebürtig aus Dormagen. Er spielte als Jugendlicher für den Kölner EC und wechselte zur Saison 2010/11 in die Jugend des Krefelder EV, zudem nahm er am Trainingsbetrieb der Krefeld Pinguine teil. Im Sommer 2012 nahm er ein Angebot der Kölner Haie an, kam in der Deutschen Eishockey Liga (DEL) jedoch nicht zum Einsatz, sondern wurde an den Oberligisten Füchse Duisburg ausgeliehen.
Zur Saison 2013/14 kehrte Mebus nach Krefeld zurück und unterschrieb einen Profivertrag bei den Pinguinen. In seinen drei Jahren bei den Krefeldern stand Mebus in 152 DEL-Partien auf dem Eis. Im Juli 2016 wurde er von den Nürnberg Ice Tigers verpflichtet. Dort verbrachte der Verteidiger insgesamt sieben Spielzeiten, ehe Mebus nach der Saison 2022/23 aus familiären Gründen von einer Kündigungsoption in seinem Vertrag Gebrauch machte. Er wechselte daraufhin zur Düsseldorfer EG – unweit seines Geburtsorts Dormagen –, mit der er am Ende der Spielzeit 2024/25 in die DEL2 abstieg. Mebus zog es daraufhin innerhalb des Rheinlands zu Düsseldorfs DEL2-Mitkonkurrenten Krefeld Pinguine.

### International
Mebus vertrat Deutschland im Juniorenbereich bei der U18-Junioren-Weltmeisterschaft 2011 und der U20-Junioren-Weltmeisterschaft 2013. Im Frühjahr 2015 wurde Mebus erstmals in den Kader der deutschen A-Nationalmannschaft berufen. Sein erstes großes internationales Turnier bestritt der Verteidiger mit der Weltmeisterschaft 2018 in Dänemark.

## Karrierestatistik

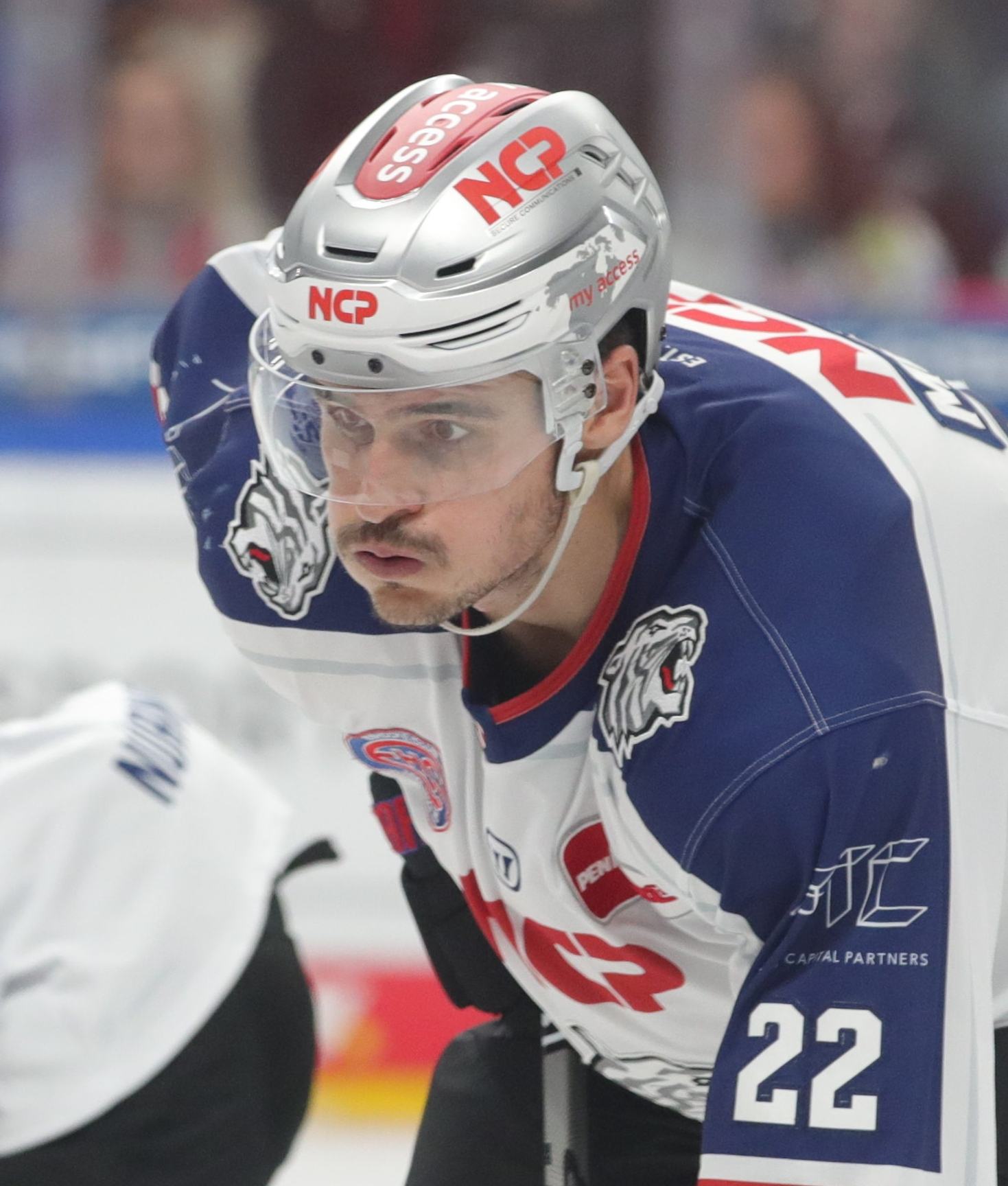
Mebus im Trikot der Nürnberg Ice Tigers (2022)

Stand: Ende der Saison 2024/25

### International
Vertrat Deutschland bei:
- U18-Junioren-Weltmeisterschaft 2011
- U20-Junioren-Weltmeisterschaft 2013
- Weltmeisterschaft 2018

(Legende zur Spielerstatistik: Sp oder GP = absolvierte Spiele; T oder G = erzielte Tore; V oder A = erzielte Assists; Pkt oder Pts = erzielte Scorerpunkte; SM oder PIM = erhaltene Strafminuten; +/− = Plus/Minus-Bilanz; PP = erzielte Überzahltore; SH = erzielte Unterzahltore; GW = erzielte Siegtore; 1 Play-downs/Relegation; Kursiv: Statistik nicht vollständig)